# Malaltia exògena
Les malalties exògenes són aquelles que són provocades per factors externs a l'organisme, independentment dels factors interns.